# Uran Islampur
Uran Islampur là một thành phố và là nơi đặt hội đồng đô thị (municipal council) của quận Sangli thuộc bang Maharashtra, Ấn Độ.

## Nhân khẩu
Theo điều tra dân số năm 2001 của Ấn Độ, Uran Islampur có dân số 58.330 người. Phái nam chiếm 52% tổng số dân và phái nữ chiếm 48%. Uran Islampur có tỷ lệ 75% biết đọc biết viết, cao hơn tỷ lệ trung bình toàn quốc là 59,5%: tỷ lệ cho phái nam là 80%, và tỷ lệ cho phái nữ là 69%. Tại Uran Islampur, 12% dân số nhỏ hơn 6 tuổi.